# Georgetown (Wyspa Księcia Edwarda)
Georgetown – miasto (town) w Kanadzie, we wschodniej części Wyspy Księcia Edwarda.